# Jeroen Van Den Bogaert
Jeroen (Jerke) Van Den Bogaert (Deurne, 16 maart 1979) is een Belgisch skiër. Zijn specialisaties zijn slalom en reuzenslalom.

## Palmares

### Slalom
2010
- 7e FIS Race van Lenggries met 20.71 punten

2009
- 6e FIS Race van St. Moritz met 32.81 punten
- FIS Race van Courchevel met 30.93 punten
- FIS Race van Sestriere met 39.72 punten
- 4e FIS Race van Kars/Sarikamos met 43.18 punten
- FIS Race van Erzurum/Palandoken met 40.75 punten
- 9e FIS Race van Crna met 27.69 punten
- 6e University Race in Arriach/Gerlitze met 44.09 punten

2008
- 6e FIS Race van Courchevel met 31.46 punten
- FIS Race van Sestriere met 40.46 punten
- FIS Race van Kars Sarikamyp met 35.59 punten
- FIS Race van Jenner met 27.14 punten
- University Race in St. Lambrecht met 25.29 punten

2007
- 6e FIS Race van Courchevel met 27.47 punten
- FIS Race van Kars Sarykamyp met 24.33 punten
- FIS Race van Erzurum Palandoeken met 30.05 punten

2006
- 8e FIS Race van Tärnaby met 29.67 punten
- FIS Race van Val Thorens met 34.33 punten
- 6e FIS Race van Oberjoch met 25.46 punten
- FIS Race van Jerzens met 25.66 punten

2005
- 5e FIS Race van Val Cenis met 28.55 punten
- 6e FIS Race van Courchevel met 30.98 punten

2004
- 8e FIS Race van St.Moritz met 29.60 punten
- FIS Race van Cororet Peak met 21.03 punten
- FIS Race van Val Thorens met 40.56 punten
- 8e FIS Race van Morgins met 35.22 punten
- 4e FIS Race van Popova Sapka met 28.83 punten
- Belgisch kampioen

2003
- FIS Race van Val Thorens met 47.17 punten
- FIS Race van Vars met 44.67 punten

2002
- 6e FIS Race van Val Thorens met 47.29 punten
- 6e FIS Race van Les Menuires met 64.61 punten
- Race van Flaine met 48.31 punten

2001
- 7e University Race in Kaunertal met 51.68 punten

2000
- 8e FIS Race van Montgenèvre met 60.29 punten

### Reuzenslalom
2009
- FIS Race van Erzurum met 57.61 punten
- FIS Race van Kars met 61.11 punten
- 8e FIS Race van Val-d'Isère met 41.45 punten
- 8e University Race in St. Lambrecht met 39.48 punten
- University Race in Arriach met 31.98 punten

2008
- FIS Race van Kars met 56.01 punten
- FIS Race van Erzurum met 59.33 punten
- FIS Race van Haus im Ennstal met 47.50 punten
- 7e University Race in Arriach met 35.36 punten

2007
- 4e FIS Race van Val Thorens met 52.40 punten
- 5e FIS Race van Kars met 52.27 punten
- 6e FIS Race van Erzurum met 64.05 punten

2005
- FIS Race van Pigadia met 38.66 punten

2004
- 4e FIS Race van Val Thorens met 50.32 punten
- FIS Race van Popova Sapka met 45.55 punten
- FIS Race van Courchevel met 46.85 punten

2003
- FIS Race van Val Thorens met 53.36 punten

2002
- 7e FIS Race van Les Menuires met 45.14 punten

2001
- FIS Race van Val Thorens met 45.65 punten
- 5e University Race in Kaunertal met 53.94 punten
- University Race in Bardonecchia met 47.33 punten

2000
- 5e FIS Race van Megève met 46.92 punten

1999
- 10e FIS Race van Les Gets met 50.46 punten